# Hugo Wilhelm Knipping
Hugo Wilhelm Knipping (* 9. Juli 1895 in Dortmund; † 25. Dezember 1984 in Bonn) war ein deutscher Internist.

## Leben und Wirken
Knipping, Dr. med. und Dr. rer. nat., war seit 1930 außerordentlicher Professor an der Universität Hamburg. Nach der Machtergreifung der Nationalsozialisten unterzeichnete er am 11. November 1933 das Bekenntnis der deutschen Professoren zu Adolf Hitler, das seinen beruflichen Aufstieg beschleunigte. Bereits 1933 wurde er Mitglied der NSDAP. 1934 wurde er als Lehrstuhlinhaber an die Medizinische Akademie Düsseldorf berufen, deren Rektor er 1936 wurde. 1939 wurde er in Köln Vorstand der Medizinischen Klinik Lindenburg und Lehrstuhlinhaber für Innere Medizin. Dort spezialisierte er sich zuerst auf die Erforschung der Stoffwechsel-, Herz- und Lungenkrankheiten und erwarb sich den Ruf eines „Vaters der Spiroergometrie“. Seine Forschungsarbeiten rundete er durch lange Expeditionen in den Fernen Osten und nach Lateinamerika ab.
Nach dem Zweiten Weltkrieg und der Entnazifizierung begann er mit dem Aufbau der Nuklearmedizin und setzte Erkenntnisse der Radioisotopenforschung zur Grundumsatzbestimmung ein. Er war Mitbegründer der Kernforschungsanlage (KFA, heute Forschungszentrum Jülich) in Jülich. 
Später entdeckte Knipping sein Interesse an der Erhaltung der Leistungsfähigkeit des Menschen im Alter, der dritte große Sektor seiner Theorie und Praxis wurde die Gerontologie. Er selbst demonstrierte seinen Freunden und Schülern, dass das Alter zwar eine quantitativ-mechanisch messbare Größe ist, doch qualitativ-schöpferisch weit gezogen werden kann. Er praktizierte noch bis kurz vor seinem Tod 1984, war im Alter von über 80 Jahren Mitarbeiter der renommierten medizinischen Zeitschrift Chest und pflegte seine internationalen Kontakte.

## Auszeichnungen und Mitgliedschaften
Unter den Auszeichnungen, die Hugo Wilhelm Knipping für seine Verdienste in der medizinischen und naturwissenschaftlichen Forschung verliehen wurden, finden sich unter anderem der 
- Dr.-Martini-Preis (1925, Hamburg)
- Morelli-Preis (1967, Rom)
- das Große Bundesverdienstkreuz (1970)
- die Paracelsus-Medaille, die höchste Auszeichnung der deutschen Ärzteschaft für verdiente Ärzte (1976)

Er war Mitglied der Deutschen Akademie der Naturforscher (Leopoldina) und des Brasilianischen Tuberkulose-Instituts. Während seines Studiums wurde er Mitglied beim Verein Deutscher Studenten Münster.

## Betätigung in der Gesellschaft
Knipping beschäftigte sich privat mit Kunstgeschichte und Geschichte. Für ihn war es wie eine „existentielle Beigabe und ‚Liebhaberei‘ zur Medizin so wie praktisch alle Wissenschaft und jede geistige Disziplin für ihn nicht nur Zubrot war, sondern Zufuhr und Ergänzung zur überbordenden Schau aus der Perspektive des nur zahlenmäßig meßbaren ‚Alters‘“.
Nobelpreisträger Werner Forßmann nannte Knipping in seiner Laudatio einen „Landarzt im besten Sinn, der gleichzeitig ein hochgradiger Wissenschaftler“ sei. Es sei ihm gelungen, der Bundesrepublik Deutschland auf dem Gebiet der Isotopenmedizin den Anschluss an den Weltstandard zu verschaffen.